# Camille Jordan
Camille Jordan, all'anagrafe Marie Camille Ennemond Jordan (Lione, 5 gennaio 1838 – Parigi, 22 gennaio 1922), è stato un matematico francese.

## Biografia
Il padre, Esprit-Alexandre Jordan (1800-1888), educato all'École polytechnique, era un ingegnere; la madre, Joséphine Puvis de Chavannes, era sorella del pittore Pierre Puvis de Chavannes. La famiglia paterna era ben conosciuta: un prozio di Camille, Ennemond Camille Jordan (1771-1821), raggiunse un'alta posizione politica; un cugino, Alexis Jordan (1814-1897) era un famoso botanico.
Dapprima Jordan studiò al Lycée de Lyon e al Collège d'Olluins, in seguito, nel 1855, entrò all'École polytechnique per studiare matematica, qui Jordan imparò la professione di ingegnere che svolse per parecchi anni (così come molti altri matematici del suo tempo, come ad esempio Augustin-Louis Cauchy). All'École polytechnique Jordan si distinse per ingegno, intuizione, scrupolosità e soprattutto per l'originalità delle sue notazioni, aspetti che caratterizzarono tutta la sua attività di matematico come ben documentato dai suoi lavori scientifici.
Jordan concluse i suoi studi nel 1861 (esaminato da Jean Marie Constant Duhamel, Joseph Alfred Serret e Victor Puiseux). La sua tesi era formata da due parti: la prima, intitolata Sur le nombre des valeurs des fonctions, riguardava l'algebra; la seconda, intitolata Sur des periodes des fonctions inverses des intégrales des différentielles algebriques, riguardava gli integrali.
Finiti gli studi iniziò a lavorare come ingegnere civile prima a Privas, poi a Chalon-sur-Saône ed infine a Parigi.
Nel 1862 sposò Marie Isabelle Munet, figlia del vicesindaco di Lione, dalla quale ebbe otto figli.
Nonostante la sua attività di ingegnere, che continuò fino al 1885, Jordan non abbandonò mai le ricerche di carattere matematico iniziate presso l'École polytechnique (i biografi affermano che proprio in questo periodo ebbe le intuizioni fondamentali per i suoi lavori matematici).
Nel 1873 Jordan divenne un esaminatore dell'École polytechnique, dove divenne professore di analisi nel 1876 e nel 1883 divenne anche professore al Collège de France. Il suo Cours d'analyse fu un testo di riferimento in quel periodo.

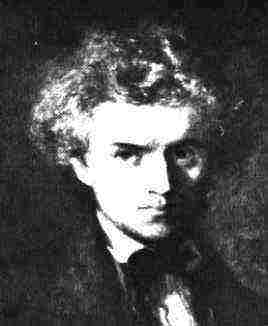
Camille Jordan da giovane

Jordan lavorò in un'ampia varietà di settori, contribuendo praticamente ad ogni argomento matematico studiato in quel periodo: nella sua opera troviamo lavori sui gruppi finiti, sull'algebra lineare e sull'algebra multilineare, sulla teoria dei numeri, sulla topologia dei poliedri, sulle equazioni differenziali, sulla meccanica.
Le impronte lasciate da Jordan nella matematica sono testimoniate dalla serie di teoremi ed enunciati che da lui prendono il nome, qui ricordiamo: 
- il teorema della curva di Jordan (in topologia)
- la forma normale di Jordan (in algebra lineare)
- la matrice di Jordan (in algebra lineare)
- la serie di composizione di Jordan-Hölder (in teoria dei gruppi)
- il lemma di Jordan (in analisi complessa)
- la misura di Jordan (in analisi matematica).

Nei primi lavori di Jordan la topologia (nota a quel tempo col nome di analysis situs) ricopre il ruolo principale: Jordan era particolarmente interessato, sulla scia degli studi avviati da Bernhard Riemann (Jordan ignorava il lavoro di Möbius), alle definizioni, caratteristiche e topologie delle figure geometriche, delle curve e dei poliedri (significativo da questo punto di vista il suo trattato Les Poliedres). Le prime opere di Jordan sono caratterizzate da un approccio di tipo combinatorio del concetto di simmetria. Jordan introdusse la nozione di omotopia di cammini e definì il gruppo di omotopia di una superficie senza usare esplicitamente il termine gruppo.
Si interessò in particolare alla teoria dei gruppi finiti, addirittura possiamo dire che prima che Jordan iniziasse la sua ricerca sui gruppi finiti non esisteva una tale teoria. Jordan fu il primo a sviluppare un approccio sistematico all'argomento. Finché Joseph Liouville non ripubblicò il lavoro originale di Évariste Galois nel 1846, nessuno dava grande importanza ai gruppi finiti; solo allora Joseph Alfred Serret, Joseph Louis François Bertrand e Charles Hermite, che seguirono le lezioni di Liouville, iniziarono a contribuire all'argomento, ma fu Jordan il primo a illuminare la strada che gli altri avrebbero seguito.
Per Jordan un gruppo era ciò che oggi noi chiamiamo un gruppo di permutazione, il concetto di gruppo astratto fu introdotto solo più tardi. Per dare un'idea del modo in cui egli cercò di fondare la teoria dei gruppi diremo qualcosa circa i suoi contributi ai gruppi finiti risolubili. Attualmente il modo usuale di definire questi gruppi potrebbe essere quello di dire che sono gruppi i cui fattori di composizione sono gruppi abeliani. Jordan introdusse il concetto di serie di composizione; i fattori di composizione di un gruppo sono i gruppi ottenuti computando i gruppi di fattori di gruppi adiacenti nella serie di composizione: Jordan dimostrò il teorema di Jordan-Holder, che afferma che sebbene i gruppi possano avere differenti serie di composizione, un insieme di fattori di composizione è un invariante del gruppo. Egli diede contributi notevoli alla classificazione dei gruppi finiti risolubili costruendo un metodo ricorrente per determinare tutti i gruppi solubili di ordine n per un dato n. Tuttavia la classificazione dei gruppi finiti è un problema ancora aperto.
Jordan studiò anche il gruppo generale su un campo di p elementi, con p primo; egli applicò il suo lavoro sui gruppi classici per determinare la struttura del gruppo di Galois di equazioni le cui radici furono scelte per essere associate con certe configurazioni geometriche.
Il suo lavoro sulla teoria dei gruppi fu portato a termine tra il 1860 e il 1870 e apparve nel suo Traitré des substitutions et des équations algébriques pubblicato nel 1870, il trattato fornisce uno studio esauriente della teoria di Galois. Per questo lavoro gli fu assegnato il Premio Poncelet dell'Académie des Sciences. Il trattato contiene il teorema della forma normale di Jordan per le matrici su un campo finito.
Lo studio della struttura di un cristallo motivò Jordan per l'introduzione del concetto di gruppo in geometria. Jordan considerò la classificazione di gruppi di movimenti di Euclide (Group des movuements). Il suo lavoro gli guadagnò una vasta reputazione internazionale e nel 1870 sia Sophus Lie che Felix Klein gli fecero visita a Parigi per studiare con lui. L'interesse di Jordan per i gruppi di trasformazione euclidei nello spazio a tre dimensioni influenzò Lie e Klein nelle loro teorie dei gruppi continui e discontinui.
Anche il matematico italiano Giuseppe Peano rimase influenzato dall'opera di Jordan, egli riprese la definizione di misura dell'area e del volume suggerita da Jordan introducendo la misura di Peano-Jordan; inoltre Peano completò un teorema fondamentale di Jordan sulle equazioni differenziali ordinarie, il (teorema di Peano-Jordan).
La pubblicazione del Traitré des substitutions et des équations algébriques non segna la fine del contributo di Jordan alla teoria dei gruppi egli continuò a produrre nel decennio seguente ulteriori risultati di grande importanza.
Generalizzando un risultato di Fuchs sulle equazioni differenziali lineari, Jordan fu indotto a studiare i sottogruppi finiti del gruppo lineare generale di matrici n x n sui numeri complessi.
Un'altra generalizzazione, questa volta di un lavoro di Hermite sulla forma quadratica con coefficienti integrali, portò Jordan a considerare il gruppo lineare speciale di matrici n x n con determinante uguale a 1 sui numeri complessi che agiscono su uno spazio vettoriale di polinomi complessi in n incognite di grado m.
Fra i numerosi contributi di Jordan in analisi va menzionata la sua generalizzazione dei criteri per la convergenza della serie di Fourier.
Jordan studiò anche i gruppi di Mathieu, i primi esempi di gruppi sporadici.

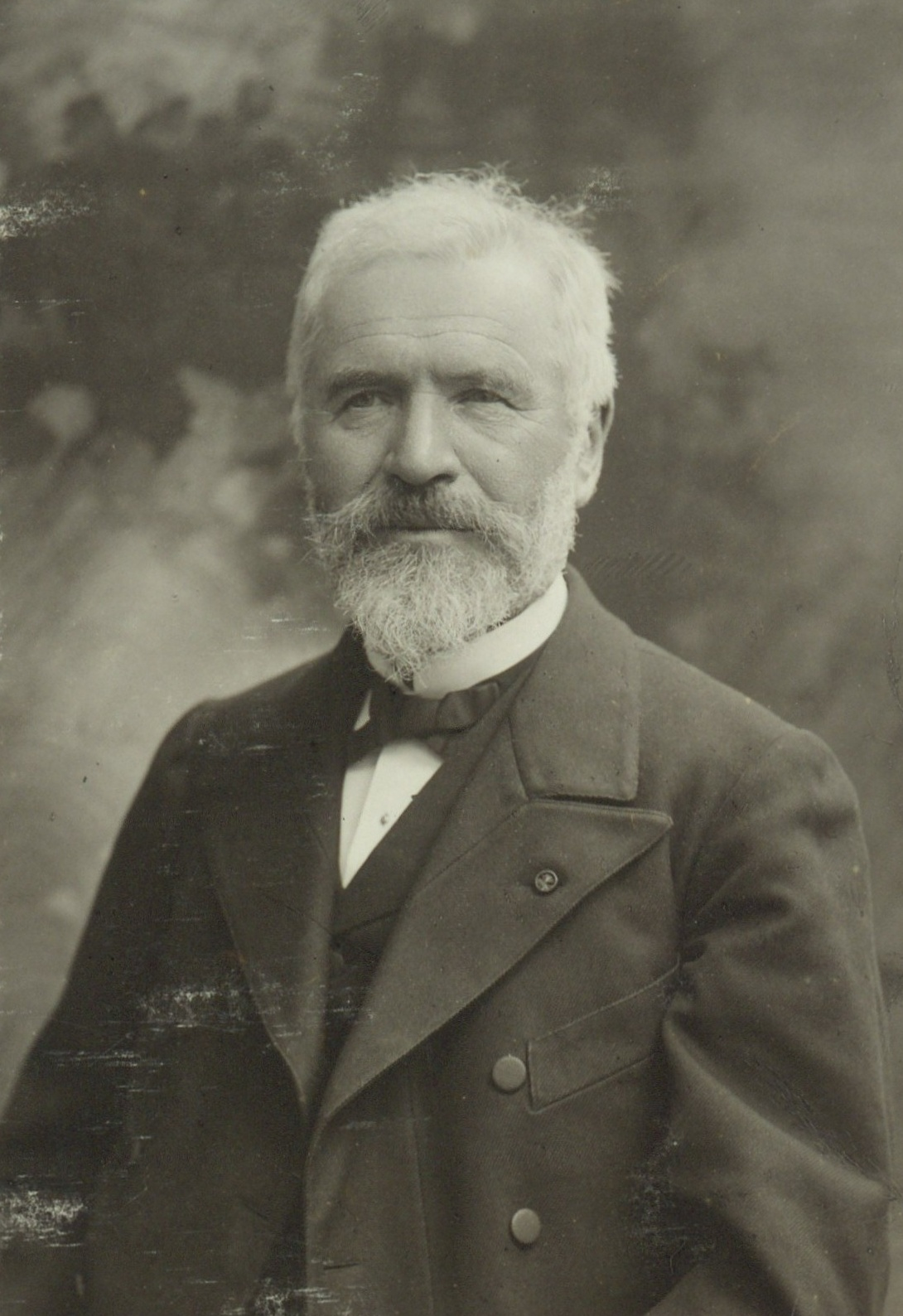
Un anziano Camille Jordan

Nel 1912 Jordan lasciò la carriera accademica, ma continuò a dirigere fino alla sua morte il Journal de Mathématiques Pure et Appliquées, fondato nel 1836 da Liouville (incarico che aveva assunto nel 1885). Il Journal era uno dei principali giornali di matematica del tempo e giocò una notevole importanza nello sviluppo della matematica del XIX secolo.
Fra gli onori conferiti a Jordan ricordiamo la sua elezione all'Académie des Sciences nel 1881; nel 1890 divenne ufficiale della Légion d'honneur; inoltre fu presidente onorario del Congresso Internazionale dei Matematici a Strasburgo nel 1920.
Morì a Parigi nel 1922.
In suo onore sono stati intitolati l'asteroide 25593 Camillejordan e l'Institute Camille Jordan.
Camille Jordan non deve essere confuso con il geodeta tedesco Wilhelm Jordan (1842-1899) da cui prende il nome il metodo di eliminazione di Gauss-Jordan e con il fisico matematico tedesco Pascual Jordan (1902-1980) a cui si deve l'algebra di Jordan.

## Opere
- Cours d'Analyse de l'École polytechnique (Parigi, Gauthier-Villars, 1909-1915) 
  - Volume 1 (calcolo differenziale)
  - Volume 2 (calcolo integrale)
  - Volume 3 (equazioni differenziali, calcolo delle variazioni)
- Mémoire sur le nombre des valeurs des fonctions (Parigi, Ecole Polytechnique, 1882)
- Recherches sur les polyèdres (Parigi: Gauthier-Villars, 1866)
- Sur la déformation des surfaces[collegamento interrotto] (Parigi: Gauthier-Villars, 1866)
- Sur une formule d'interpolation (Bologna: Zanichelli, 1928)
- Traité des substitutions et des équations algébriques (Parigi, Gauthier-Villars, 1870)